# Kari Heikkilä
Kari Heikkilä (né le 10 janvier 1960 à Kangasala en Finlande) est un joueur professionnel finlandais de hockey sur glace devenu entraîneur.

## Carrière
En 1978, il débute aux Wranglers de Calgary dans la Ligue de hockey de l'Ouest. En 1979, il commence sa carrière professionnelle à l'Ilves Tampere dans la SM-liiga. Il a porté les couleurs du Luleå HF de 1984 à 1986 et du HC Vita Hästen de 1989 à 1991. Il met un terme à sa carrière de joueur en 1994 après deux saisons avec le HC Fassa dans la Serie A. Il devient alors entraîneur. Il a exercé dans son pays natal, en Suède et en Russie. Il a mené le Kärpät Oulu au titre en 2004. Avec le Lokomotiv Iaroslavl, il a terminé second de la Superliga 2008 et de la Ligue continentale de hockey 2009. En février 2010, il est démis de ses fonctions et remplacé par Piotr Vorobiov. Durant l'intersaison, il rebondit au Metallourg Magnitogorsk qu'il emmène en demi-finale de la Coupe Gagarine 2011.

## Trophées et honneurs personnels
- SM-liiga
  - 2004 : remporte le trophée Kalevi-Numminen.
- Ligue continentale de hockey
  - 2009 : nommé entraîneur de l'équipe Jágr lors du Match des étoiles.
  - 2010 : nommé entraîneur de l'équipe Jágr lors du Match des étoiles.
  - 2011 : nommé entraîneur de la conférence Est lors du Match des étoiles.

## Statistiques
| Saison    | Équipe               | Ligue      |    | Saison régulière | Saison régulière | Saison régulière | Saison régulière | Saison régulière |    | Séries éliminatoires | Séries éliminatoires | Séries éliminatoires | Séries éliminatoires | Séries éliminatoires |
| Saison    | Équipe               | Ligue      | PJ | B                | A                | Pts              | Pun              | PJ               | B  | A                    | Pts                  | Pun                  |                      |                      |
| 1978-1979 | Wranglers de Calgary | LHOu       | 21 | 2                | 6                | 8                | 20               | --               | -- | --                   | --                   | --                   |                      |                      |
| 1979-1980 | Ilves Tampere        | SM-liiga   | 27 | 3                | 2                | 5                | 12               | --               | -- | --                   | --                   | --                   |                      |                      |
| 1979-1980 | Cougars de Victoria  | LHOu       | 3  | 0                | 0                | 0                | 7                | 4                | 0  | 0                    | 0                    | 2                    |                      |                      |
| 1980-1981 | Ilves Tampere        | SM-liiga   | 34 | 4                | 5                | 9                | 33               | 2                | 0  | 1                    | 1                    | 9                    |                      |                      |
| 1980-1981 | Cougars de Victoria  | LHOu       | 5  | 0                | 0                | 0                | 17               | 14               | 0  | 0                    | 0                    | 2                    |                      |                      |
| 1981-1982 | Cougars de Victoria  | LHOu       | 32 | 2                | 1                | 3                | 138              | --               | -- | --                   | --                   | --                   |                      |                      |
| 1981-1982 | Ilves Tampere        | SM-liiga   | 35 | 5                | 12               | 17               | 48               |                  |    |                      |                      |                      |                      |                      |
| 1982-1983 | Ilves Tampere        | SM-liiga   | 36 | 5                | 10               | 15               | 16               |                  |    |                      |                      |                      |                      |                      |
| 1983-1984 | Luleå HF             | Division 1 | 34 | 9                | 18               | 27               | 22               |                  |    |                      |                      |                      |                      |                      |
| 1984-1985 | Luleå HF             | Elitserien | 34 | 4                | 16               | 20               | 43               |                  |    |                      |                      |                      |                      |                      |
| 1985-1986 | Luleå HF             | Elitserien | 34 | 1                | 6                | 7                | 18               |                  |    |                      |                      |                      |                      |                      |
| 1986-1987 | Ilves Tampere        | SM-liiga   | 34 | 8                | 9                | 17               | 10               | --               | -- | --                   | --                   | --                   |                      |                      |
| 1987-1988 | Ilves Tampere        | SM-liiga   | 41 | 7                | 15               | 22               | 22               |                  |    |                      |                      |                      |                      |                      |
| 1988-1989 | Ilves Tampere        | SM-liiga   | 41 | 4                | 24               | 28               | 42               | 5                | 0  | 1                    | 1                    | 0                    |                      |                      |
| 1989-1990 | HC Vita Hästen       | Division 1 | 36 | 6                | 20               | 26               | 18               | 5                | 0  | 1                    | 1                    | 2                    |                      |                      |
| 1990-1991 | HC Vita Hästen       | Division 1 | 35 | 4                | 16               | 20               | 18               | 6                | 1  | 2                    | 3                    | 31                   |                      |                      |
| 1991-1992 | Ilves Tampere        | SM-liiga   | 29 | 1                | 6                | 7                | 8                | --               | -- | --                   | --                   | --                   |                      |                      |
| 1992-1993 | HC Fassa             | Serie A    | 19 | 4                | 8                | 12               | 20               |                  |    |                      |                      |                      |                      |                      |
| 1993-1994 | HC Fassa             | Serie A    | 21 | 4                | 11               | 15               | 19               |                  |    |                      |                      |                      |                      |                      |